# 충무시·통영군·거제군·고성군
충무시·통영군·거제군·고성군은 대한민국의 옛 국회의원 선거구이다. 당시 경상남도 충무시, 통영군, 거제군, 고성군 지역을 관할했다.

## 역사
제9대 국회의원 선거를 앞두고 충무시·통영군 선거구와 거제군 선거구, 고성군 선거구가 통합되면서 신설되었다.
제13대 국회의원 선거를 앞두고 충무시·통영군·고성군 선거구, 거제군 선거구로 분리되면서 폐지되었다.

## 역대 국회의원
| 선거   | 정당 | 정당       | 1위 의원 | 정당 | 정당       | 2위 의원 |
| ------ | ---- | ---------- | -------- | ---- | ---------- | -------- |
| 1973년 |      | 민주공화당 | 김주인   |      | 민주공화당 | 최재구   |
| 1978년 |      | 민주공화당 | 최재구   |      | 신민당     | 김동욱   |
| 1981년 |      | 민주정의당 | 이효익   |      | 무소속     | 조형부   |
| 1985년 |      | 민주정의당 | 정순덕   |      | 신한민주당 | 김봉조   |

## 역대 선거 결과

### 대한민국 제9대 국회의원 선거
|  | 37.81% |

|  | 34.17% |

|  | 28.00% |

### 대한민국 제10대 국회의원 선거
|  | 36.55% |

|  | 21.11% |

|  | 19.34% |

|  | 13.95% |

|  | 5.10% |

|  | 2.14% |

|  | 1.77% |

### 대한민국 제11대 국회의원 선거
|  | 32.18% |

|  | 18.13% |

|  | 15.51% |

|  | 9.57% |

|  | 9.33% |

|  | 7.76% |

|  | 3.92% |

|  | 3.56% |

### 대한민국 제12대 국회의원 선거
|  | 54.50% |

|  | 21.91% |

|  | 14.69% |

|  | 8.88% |